# 最高のクレーム
『最高のクレーム』（さいこうのクレーム）は、2013年4月4日から同年5月23日までテレビ朝日で放送されていたトークバラエティ番組。全8回。
出演者たちが各業界のサービス内容についてトークをし、業界のサービス向上を促すためのクレームを提案していた深夜番組。最高のクレームと認められた改善策には「ゴールデンクレーム」の称号が与えられた。『ネオバラ2』木曜バラエティ道場の第1弾として、2か月間限定でレギュラー放送された。

## 出演者

### MC
- 土田晃之 - クレーム審議委員長を担当。
- 武内絵美（テレビ朝日アナウンサー） - 進行を担当。

### クレーム審議委員
- 坂上忍
- 千原せいじ（千原兄弟）
- 塚地武雅（ドランクドラゴン）
- 小籔千豊

### ナレーター
- 真行寺君枝

## スタッフ
- 構成：中野俊成、寺田智和、須平敦宣
- スタジオ収録
  - TM：大島秀一（テレビ朝日）
  - TD：清水美保
  - カメラ：外川真一
  - 音声：安藤佳代子
  - VE：永洞栄子
  - 照明：西川知里
  - 美術：小山晃弘（テレビ朝日）
  - デザイン：小谷知輝（テレビ朝日）
  - 美術進行：判田浩
  - 大道具：小暮匠
  - メイク：関口裕子、段久美子
- イラスト：グレートインターナショナル
- CG：Style-0
- オフライン編集：高原淳
- 編集：中西祐介、宮島洋介
- 音効：高田智彰
- MA：渕野あゆみ
- 編成：池田佐和子（テレビ朝日）
- 宣伝：中嶋哲也（テレビ朝日）
- TK：上原美華
- リサーチ：金田佑馬
- AD：設楽康之、岩永美和子
- 進行：原恵美子
- ディレクター：鈴木朗、細田和也、宮森英生、木下太輔、国玉靖仁、櫛田健太郎
- AP：武藤一成（テレビ朝日）、中村哲
- 演出：渡辺修
- プロデューサー：寺田伸也（テレビ朝日）、粟井誠司（ViViA）
- 制作：テレビ朝日、ViViA

## 放送局
| 放送対象地域 | 放送局             | 系列           | 放送日時           | 放送開始日    | 備考                      |
| ------------ | ------------------ | -------------- | ------------------ | ------------- | ------------------------- |
| 関東広域圏   | テレビ朝日 (EX)    | テレビ朝日系列 | 木曜 25:51 - 26:21 | 2013年4月4日  | 製作局                    |
| 大分県       | 大分朝日放送 (OAB) | テレビ朝日系列 | 火曜 25:15 - 25:45 | 2013年4月16日 | 12日遅れ                  |
| 日本全域     | テレ朝チャンネル1  | CSチャンネル   | 水曜 18:00 - 18:30 | 2013年5月8日  | 34日遅れ リピート放送あり |
| 近畿広域圏   | 朝日放送 (ABC)     | テレビ朝日系列 | 日曜 26:28 - 27:03 | 2013年6月2日  | 59日遅れ                  |